# Taneatua
Taneatua est une localité de la région de la Bay of Plenty de l'île du Nord en Nouvelle-Zélande. 

## Situation
La ville est située au sud-est de Pekatahi, village similaire aussi petit et de Whakatane, qui est la plus proche agglomération importante, localisée juste au sud-ouest de Taneatua, où se rejoignent le fleuve Whakatane et la rivière Waimana. 
La rivière Thussie Whakatane elle-même s'écoule vers l’ouest de Taneatua, alors que la rivière Waimana est au sud de la ville.

## Population
Taneatua est officiellement définie comme « une zone de population moindre qu’une ville ». 
En 2006, le recensement en Nouvelle-Zélande estime sa population à 786 habitants .

## Installations
Taneatua est le siège du whare des Ngāi Tūhoe, des Te Uru Taumatua, qui comprend une bibliothèque, une galerie, des salles d’archives et de grandes salles de réunion tribale .

## Accès
La route State Highway 2 /S H 2 (en) passe à travers la ville de Taneatua sur son trajet entre le district d'Opotiki et la ville d’Edgecumbe.
La ligne de chemin de fer, aujourd'hui fermée, de la branche de Taneatua (en) se terminait à Taneatua. Autrefois considérée comme une partie de la ligne principale de la côte est (en)), elle est devenue un embranchement ferroviaire de la ligne principale à partir deHawkens Junction, au nord-ouest d’Edgecumbe. La gare de Taneatua a été démolie.